# Yonathan Del Valle
Yonathan Alexander del Valle Rodriguez oder kurz Yonathan Del Valle (* 28. Mai 1990 in Valencia) ist ein venezolanischer Fußballspieler.

## Karriere

### Verein
Del Valle startete seine Profikarriere 2007 bei UA Maracaibo. Nach einem Jahr zog er zu Deportivo Táchira FC weiter und 2011 zum französischen Verein AJ Auxerre, wo er nur in der Reservemannschaft eingesetzt wurde. Von Auxerre wurde er nacheinander an die portugiesischen Vereine Rio Ave FC und FC Paços de Ferreira ausgeliehen. 2014 wechselte er schließlich samt Ablöse zu Rio Ave FC.
Für die Saison 2015/16 lieh ihn sein Verein er in die türkische Süper Lig an Kasımpaşa Istanbul aus. Zur nächsten Saison lieh ihn Rio Ave mit Bursaspor an einen anderen türkischen Erstligisten aus.
Im Sommer 2017 wurde er vom türkischen Zweitligisten Gazişehir Gaziantep FK verpflichtet. Am Ende der Saison 2017/18 erreichte er mit seinem Team über den Play-off- der TFF 1. Lig den Aufstieg in die Süper Lig. Zur neuen Saison wurde er vom Zweitligisten Giresunspor verpflichtet.

### Nationalmannschaft
2009 absolvierte Del Valle elf Einsätze für die venezolanische U-21-Nationalmannschaft und erzielte dabei sechs Tore.
Von 2009 bis 2016 spielte er 14 Mal für die venezolanische Nationalmannschaft.

## Erfolge
Mit Gazişehir Gaziantep FK
- Play-off-Sieger der TFF 1. Lig und Aufstieg in die Süper Lig: 2017/18